# Placey
Placey é uma comuna francesa na região administrativa de Borgonha-Franco-Condado, no departamento de Doubs. Estende-se por uma área de 2,57 km². Em 2010 a comuna tinha 202 habitantes (densidade: 78,6 hab./km²).